# اهریمن‌ماهی
اهریمن‌ماهی (نام علمی: Mobula mobular) نام یک گونه از سرده سفره‌ماهی پرنده است.